# Family Portrait
Singles de Pink
Just Like a Pill Feel Good Time
Pistes de Missundaztood
18 Wheeler Misery
Family Portrait est une chanson R&B écrite par la chanteuse américaine Pink et Scott Storch pour le deuxième album de Pink Missundaztood sorti en 2001. La chanson a pour thème les relations entre membres d'une famille vues par un enfant. La chanson est sortie comme 4e single en décembre 2002 aux États-Unis. La chanson se classe à la 22e place du Billboard Hot 100, 11e du UK Singles Chart, 23e dans le classement des singles en Mongolie.

## Classements hebdomadaires
| Classement (2002-03)                    | Meilleure position |
| --------------------------------------- | ------------------ |
| Allemagne (Media Control AG)            | 8                  |
| Australie (ARIA)                        | 11                 |
| Autriche (Ö3 Austria Top 40)            | 11                 |
| Belgique (Flandre Ultratop 50 Singles)  | 8                  |
| Belgique (Wallonie Ultratop 50 Singles) | 19                 |
| Danemark (Tracklisten)                  | 11                 |
| Europe (Hot 100)                        | 22                 |
| Finlande (Suomen virallinen lista)      | 12                 |
| France (SNEP)                           | 23                 |
| Irlande (IRMA)                          | 5                  |
| Norvège (VG-lista)                      | 6                  |
| Nouvelle-Zélande (RMNZ)                 | 5                  |
| Pays-Bas (Nederlandse Top 40)           | 9                  |
| Pays-Bas (Single Top 100)               | 9                  |
| Pologne (Polish Airplay Charts)         | 6                  |
| Roumanie (Romanian Top 100)             | 2                  |
| Royaume-Uni (Official Charts Company)   | 11                 |
| Suède (Sverigetopplistan)               | 5                  |
| Suisse (Schweizer Hitparade)            | 18                 |
| Tchéquie (IFPI Rádio)                   | 8                  |
| Écosse (OCC)                            | 14                 |
| États-Unis (Hot 100)                    | 20                 |
| États-Unis (Pop Airplay)                | 5                  |

### Fin d'année
| Classement (2002) | Meilleure position |
| ----------------- | ------------------ |
| Irlande (IRMA)    | 72                 |

### 2003
| Classement (2003)                       | Meilleure position |
| --------------------------------------- | ------------------ |
| Allemagne (GfK Entertainment)           | 72                 |
| Australie (ARIA)                        | 57                 |
| Autriche (Ö3 Austria Top 40)            | 72                 |
| Belgique (Flandre Ultratop 50 Singles)  | 72                 |
| Belgique (Wallonie Ultratop 50 Singles) | 78                 |
| France (SNEP)                           | 98                 |
| Irlande (IRMA)                          | 69                 |
| Pays-Bas (Nederlandse Top 40)           | 33                 |
| Pays-Bas (Single Top 100)               | 73                 |
| Roumanie (Romanian Top 100)             | 5                  |
| Suède (Sverigetopplistan)               | 34                 |